# 0535
0535 è il prefisso telefonico del distretto di Mirandola, appartenente al compartimento di Bologna.
Il distretto comprende la parte nord-orientale della provincia di Modena. Confina con i distretti di Mantova (0376) e di Ostiglia (0386) a nord, di Ferrara (0532) a nord-est, di Bologna (051) a sud-est e di Modena (059) a sud e a ovest.

## Aree locali e comuni
Il distretto di Mirandola comprende 8 comuni compresi in 1 area locale, nata dall'aggregazione dei 2 preesistenti settori di Finale Emilia e Mirandola: Camposanto, Cavezzo, Concordia sulla Secchia, Finale Emilia, Medolla, Mirandola, San Felice sul Panaro e San Possidonio.